# Wincenty Kiszka-Zgierski
Wincenty Andrzej Kiszka-Zgierski (zm. około 1840) – polski urzędnik, poeta, tłumacz.  
Ukończył gimnazjum w Wilnie. Studiował na Cesarskim Uniwersytecie Wileńskim. Pełnił funkcję sekretarza konsystorza przy biskupie Tadeuszu Kundziczu. W latach 20. XIX w. podjął pracę urzędnika w carskiej administracji. Ważna postać życia literackiego Wilna początku lat 20. XIX wieku. Autor bajek, ballad, ód, akrostychów, komedii, dram, tragedii, fantazji alegorycznej Złota wolność i tragedii historycznej Jan Chodkiewicz. Uznawał się i tytułował Homerem Północy. Przetłumaczył na język polski Felicę Gawriła Dierżawina (jest to jedyne polskie tłumaczenie tej ody). Mikołaj Malinowski, Stanisław Morawski i Antoni Edward Odyniec opisywali go w swoich pamiętnikach jako naczelnego grafomana Wilna i pisarza, którego ambicje znacznie przewyższały talent pisarski. Swoje publikacje wydawał własnym sumptem. Według Michała Balińskiego, hrabia miał być pośmiewiskiem w środowisku wileńskiej młodzieży poetyckiej – w czasie jednej z miejskich maskarad goście mieli otrzymywać kiszki z żartobliwymi epigramatami nawiązującymi do ich zdaniem miernej twórczości Kiszki-Zgierskiego. Według Morawskiego, w jego utworach nikt ani wątku, ani myśli nie domacał się nigdy. Kiszka-Zgierski miał organizować wieczory literackie, w których brali udział m.in. Chodźko, Odyniec czy Korsak (choć mieli oni je według Mikołaja Malinowskiego traktować jedynie jako źródło zabaw i poczęstunku). Został aresztowany w czasie śledztwa Nikołaja Nowosilcowa, jednak szybko został wypuszczony; według anegdotycznej historii Malinowskiego miało stać się to po tym, jak przed Nowosilcowem skrytykował Mickiewicza i zaczął deklamować własne wiersze.  
Stał się inspiracją do stworzenia żartobliwego trenu Kiszka w kozie autorstwa Antoniego Edwarda Odyńca (nawiązującego stylem do Żalów Tassa Byrona) oraz ballady Strachy.  
Miał w początkach XIX wieku otrzymać Order Złotej Ostrogi i tytuł hrabiego papieskiego. Zdaniem Wiktora Heltmana, w rzeczywistości nie posiadał tytułu hrabiowskiego, a tytulaturę tę przyjął dlatego, ponieważ tak tytułował go w liście z podziękowaniami za przesłane dzieła król pruski.  
Zdaniem Leonarda Podhorskiego-Okołówa mógł być jedną z inspiracji do stworzenia postaci Hrabiego Horeszki z Pana Tadeusza Adama Mickiewicza.    